# 현할구
현할구(중국어: 县辖区, 병음: xiànxiáqǖ)는 중화인민공화국의 행정 단위로, 현 정부 아래에 속한다. 현할구의 행정 관청은 구공소(区公所)이고 이것은 중화인민공화국의 지방 정부에는 포함되지 않는다. 현할구는 1950년대부터 1990년대까지는 중국 전역의 현의 중요한 하위 행정 단위였다. 현에는 일반적으로 5~10개의 현할구와 3~5개의 진과 향이 있었다. 1990년대 이후 현할구는 진과 향에 합병되면서 점차 소멸되어 갔다. 